# Ambivia popa
Ambivia popa är en bönsyrseart som beskrevs av Carl Stål 1877. Ambivia popa ingår i släktet Ambivia och familjen Mantidae. Inga underarter finns listade i Catalogue of Life.